# Fürth
Fürth este un oraș-district (oraș cu statut de district) din regiunea administrativă Franconia Mijlocie, landul Bavaria, Germania, care în partea de est este contopit cu orașul Nürnberg. Centrele celor două orașe sunt la o distanță de 7 km unul de altul.
Orașul poartă titlul de „oraș de știință”, acordat de Ministerul Bavarez de Științe pentru jubileul de 1000 de ani, sărbătorit în anul 2007.
Împreună cu orașele Nürnberg și Erlangen, Fürth formează nucleul Franconiei Mijlocii și unul din cele 23 de centre regionale al Bavariei.

## Geografie
Centrul orașului se află la est și sud de râurile Rednitz și Pegnitz, care se unesc în Regnitz. În vest, dincolo de drumul express Südwesttangente („Tangența Sud-Vest”) și Canalul Rin-Main-Dunăre, se află pădurea orașului. În nord se întinde o zonă agricolă numită Knoblauchsland („regiunea usturoiului”). În sudul orașului este o zonă amestecată cu drumuri, canalul și luncă.
Altitudinea maximă al orașului este de 392,7 m la cariera de piatră în cartierul Burgfarrnbach, iar punctul cel mai jos de 277,0 m se află în valea Regnitzei la granița cu orașul Erlangen. Primăria în centrul orașului, este la altitudinea de 294,9 m.

### Împărțirea orașului
De oraș aparțin următoarele cartiere:
- Atzenhof
- Bislohe
- Braunsbach
- Burgfarrnbach
- Dambach
- Flexdorf
- Herboldshof
- Kronach
- Mannhof
- Oberfürberg
- Poppenreuth
- Ritzmannshof
- Ronhof
- Sack
- Stadeln
- Steinach
- Unterfarrnbach
- Unterfürberg
- Vach
- Weikershof

### Localități limitrofe
Următoarele orașe și comune sunt învecinate cu orașul Fürth:
Erlangen și Nürnberg ambele districte urbane, Oberasbach, Zirndorf, Cadolzburg, Seukendorf, Veitsbronn și Obermichelbach, toate aparțin districtului Fürth.

## Date istorice și heraldică

### Istorie

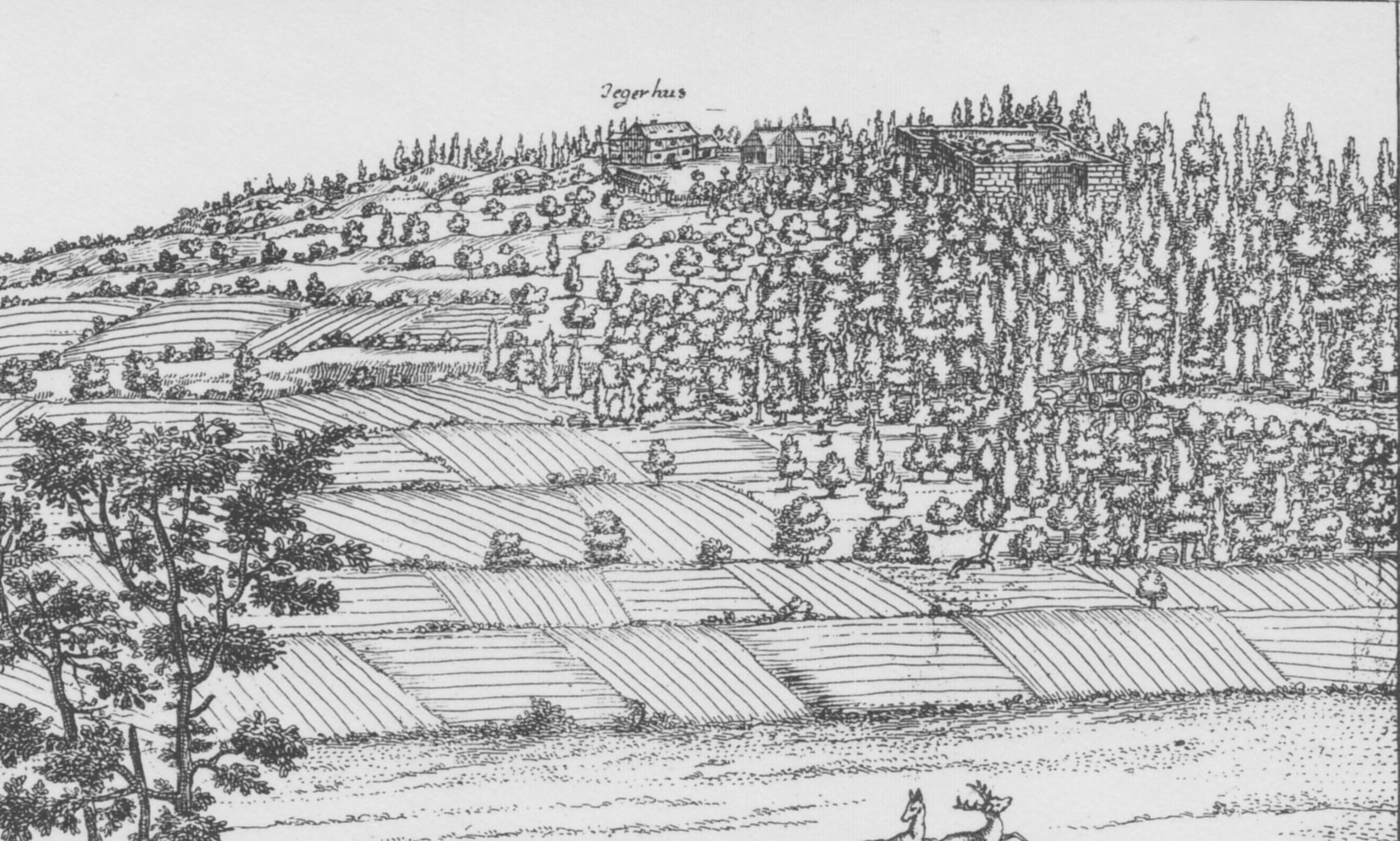
Alte Veste, gravură în cupru de Johann Alexander Boen (1705)

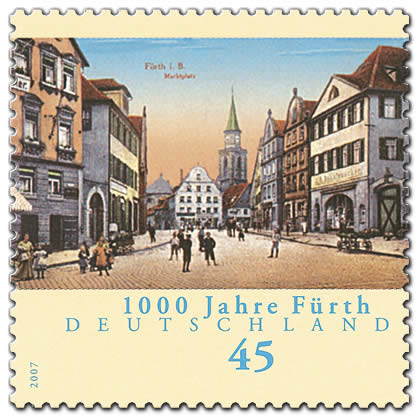
Timbru, 1000 de ani - Fürth

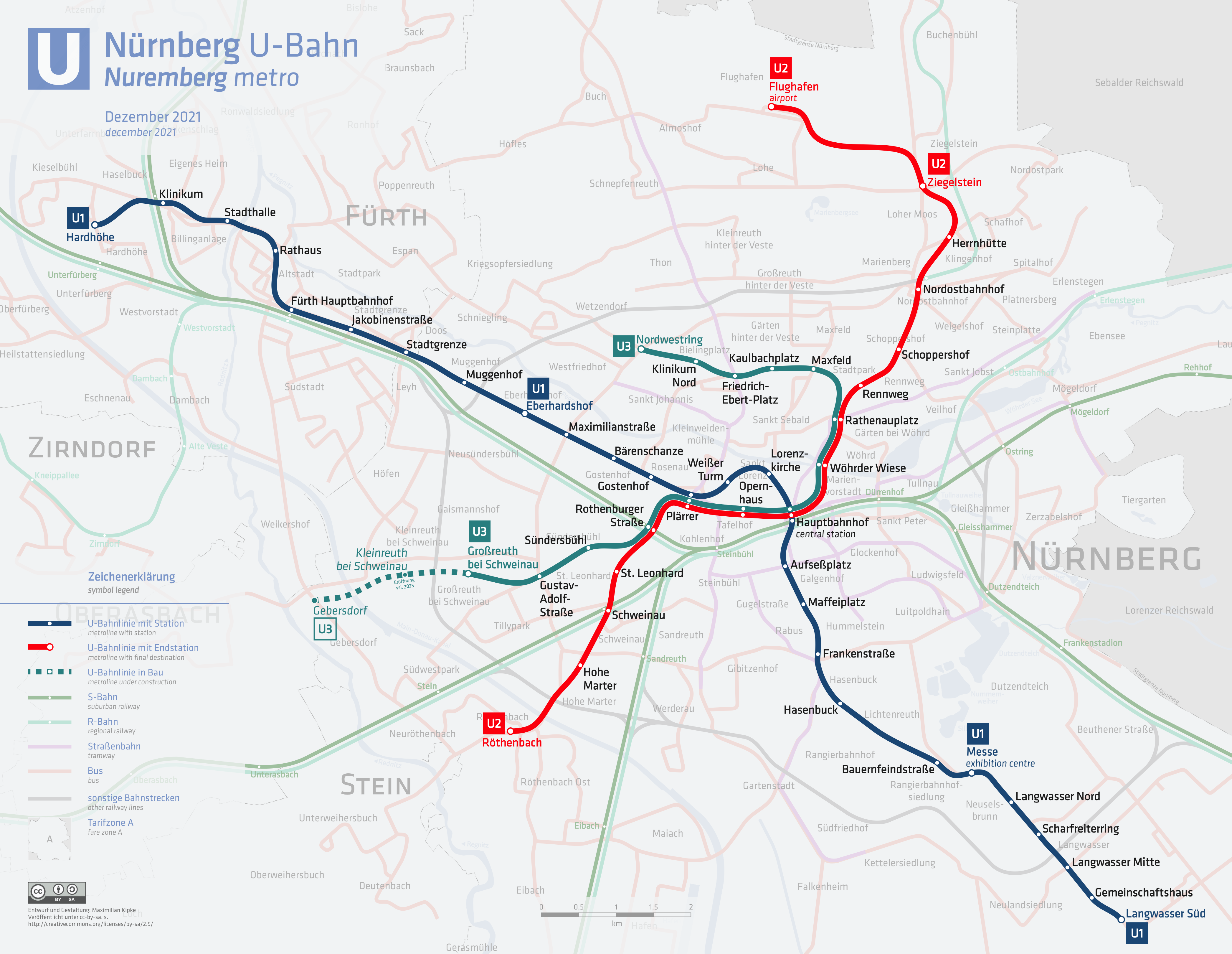
Planul metroului Nürnberg - Fürth

Apariția unei curți regale în Fürth, se presupune că ar fi avut loc în secolul al VII-lea sau în al VIII-lea. O legendă spune, că însuși Carol cel Mare a înființat orașul în anul 793. Menționarea exactă orașului Fürth este însă documentul Împăratului Henric al II-lea, din data de 1 noiembrie 1007.
În anul 1062 Regele Henric al IV-lea, a dat așezării din nou dreptul de piață, pe care tatăl sau Henric al III-lea a acordat acest drept între anii 1039 și 1056 Nürnbergului.
Pentru că conți de Nürnberg susțineau de suveranitatea asupra Fürthului, a început rivalitatea între  Episcopul Bambergului și conți de Nürnberg, din anul 1415 aceștia din urmă și cu Contele de Brandenburg-Ansbach. Această așa-numită „domnie în trei”, începând din secolul al XV-lea și până la sfârșitul celui de-al XVIII-lea, a avut ca urmare dispute juridice teritoriale, în special pentru suveranitatea la judecată și cele teritoriale. Această poziție al localității a permis locuitorilor și anumite libertăți, ca urmare și stabilirea cu succes a comunității evreiești din Fürth.
Stabilirea evreilor în Fürth a început din anul 1440. În jurul anului 1607 ei au construit un cimitir, din anul 1618 o sinagogă. La sfârșitul secolul al XVII-lea și până în anul 1824 aici a existat și o școală Yeshiva.
În Războiul de Treizeci de Ani, în anul 1632 în Fürth a avut loc Bătălia de la Alte Veste. În anul 1634, aproape toate casele a fost arse.
În jurul anului 1685 au început să se stabilească mulți emigranți francezi și olandezi.
În secolul al XIX-lea Fürth sa dezvoltat într-un oraș industrial.
În anul 1835 pe data de 7 decembrie, locomotiva germană Vultur trăgând numai un tender după ea, a mers pentru prima dată drumul între Nürnberg și Fürth. În anul 1843 Canalul Ludwig-Dunăre-Main între Bamberg și Nürnberg, a intrat în funcție cu portul la Poppenreuth.
În anul 1862 în Fürth se înființează sediul de district, din care a rezultat districtul Fürth.
Ideea unei fuziuni cu Nürnberg în anul 1922, a fost respinsă de majoritatea cetățeniilor din Fürth.
În timpul perioadei naziste în noiembrie 1938, Sinagoga Comunității Evreiești a fost distrusă.
În timpul celui de-al doilea război mondial, Fürth a fost ferit de raidurile bombardamentelor, aproximativ 11% din clădiri au fost distruse. După război 15.000 de refugiați au fost preluați de oraș.
În anul 1950, numărul populației crește pentru prima dată peste 100.000 de locuitori.
Din data de 7 decembrie 1985 intră în funcție metroul cu Nürnberg.

### Heraldică
Stema orașului este o frunză de trifoi pe fond argintiu, care apare prima data în anul 1562 în sigiliul orașului cînd era ținută de o mînă înconjurat de două semiluni. Din anul 1792 apar chiar trei trifoii pe trei vîrfuri de munte. 1818 orașul primește o noua stemă, un trifoi înconjurat de o ramură verde de stejar care a rămas 100 de ani. 
În anul 1939 ramura de stejar a fost eliminată. În același timp s-a introdus un steag alb cu două dungi verzi, în partea verde de sus introdusă stema. Mai târziu, steagul a fost simplificat la culoriile verde (sus), alb (jos).

### Populația istorică

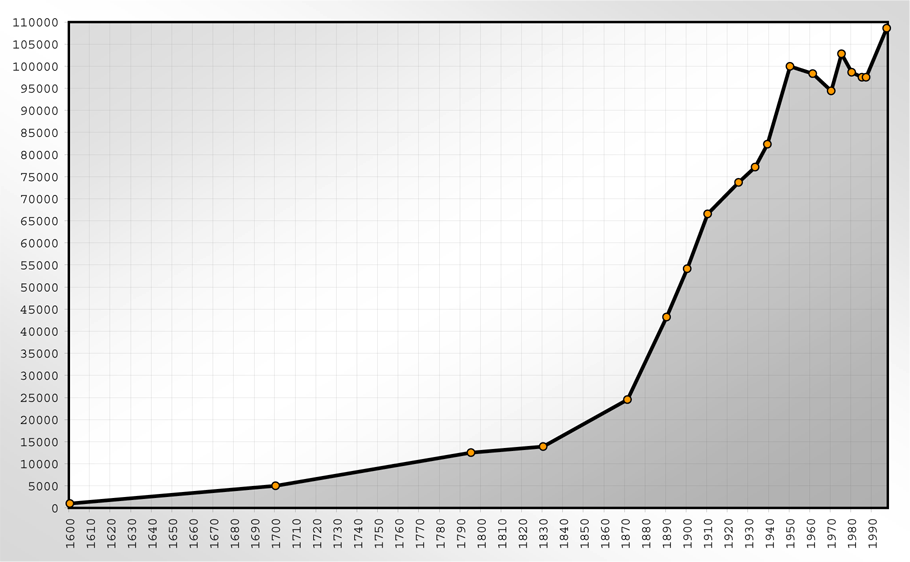
Dezvoltarea populației, 1600 - 1990

În evul mediu și la începutul epocii moderne, din cauza războaielor, epidemiilor și foametei în Fürth populația crescuse foarte lent. În Războiul de Treizeci de Ani orașul a pierdut aproximativ jumătate din populație. Când în anul 1634 soldații croați au dat foc orașului, acesta a ars mai multe zile și a fost aproape complet distrus. La sfârșitul războiului, în oraș mai trăiau 800 de persoane. În 1685 au început să se stabilească hughenoții și creștinii reformați din Franța, astfel în anul 1700 populația a ajuns la aproximativ 6000 de locuitori.
Odată cu industrializarea în secolul al XIX-lea în Fürth a început o creștere puternică a populației. În anul 1800 populația orașului a ajuns la 12.000 de locuitori, care în 1895 a ajuns la 47.000 de locuitori. 1950 numărul de locuitori a crescut peste 100.000, ceea ce a dus la denumirea de Großstadt („oraș mare”). În aprilie 2008 în Fürth trăiau aproximativ 114.500 de oameni, astfel Fürth este ca mărime al doilea oraș după Nürnberg în Franconia Centrală, și al șaptelea în Bavaria. 

## Orașe înfrățite
- Renfrewshire, Scoția, din 1969
- Bijeljina, Bosnia și Herțegovina, din 1987
- Limoges, Franța, din 1992
- Marmaris, Turcia, din 1995
- Xylokastro, Grecia, din 2006

## Personalități
- Wilhelm Löhe (1808-1872), teolog evanghelic-luteran
- Fritz Ullmann (1875-1939), chimist
- Heinrich Hoffmann (1885-1957), fotograf
- Gustav Schickedanz (1895-1977), om de afaceri și antreprenor german, fondator al companiei Quelle
- Ludwig Erhard (1897–1977), a fost un economist și om politic german, cancelar al RFG în perioada 16 octombrie 1963 - 1 decembrie 1966.
- Max Grundig (1908-1989), fondator al firmei Grundig AG
- Henry Kissinger (n. 1923), fost secretar de stat (ministru de externe) al SUA, laureat al Premiului Nobel pentru Pace în anul 1973
- Werner Heider (n. 1930)
- Jörg Jaksche (n. 1976), ciclist

## Galerie de imagini

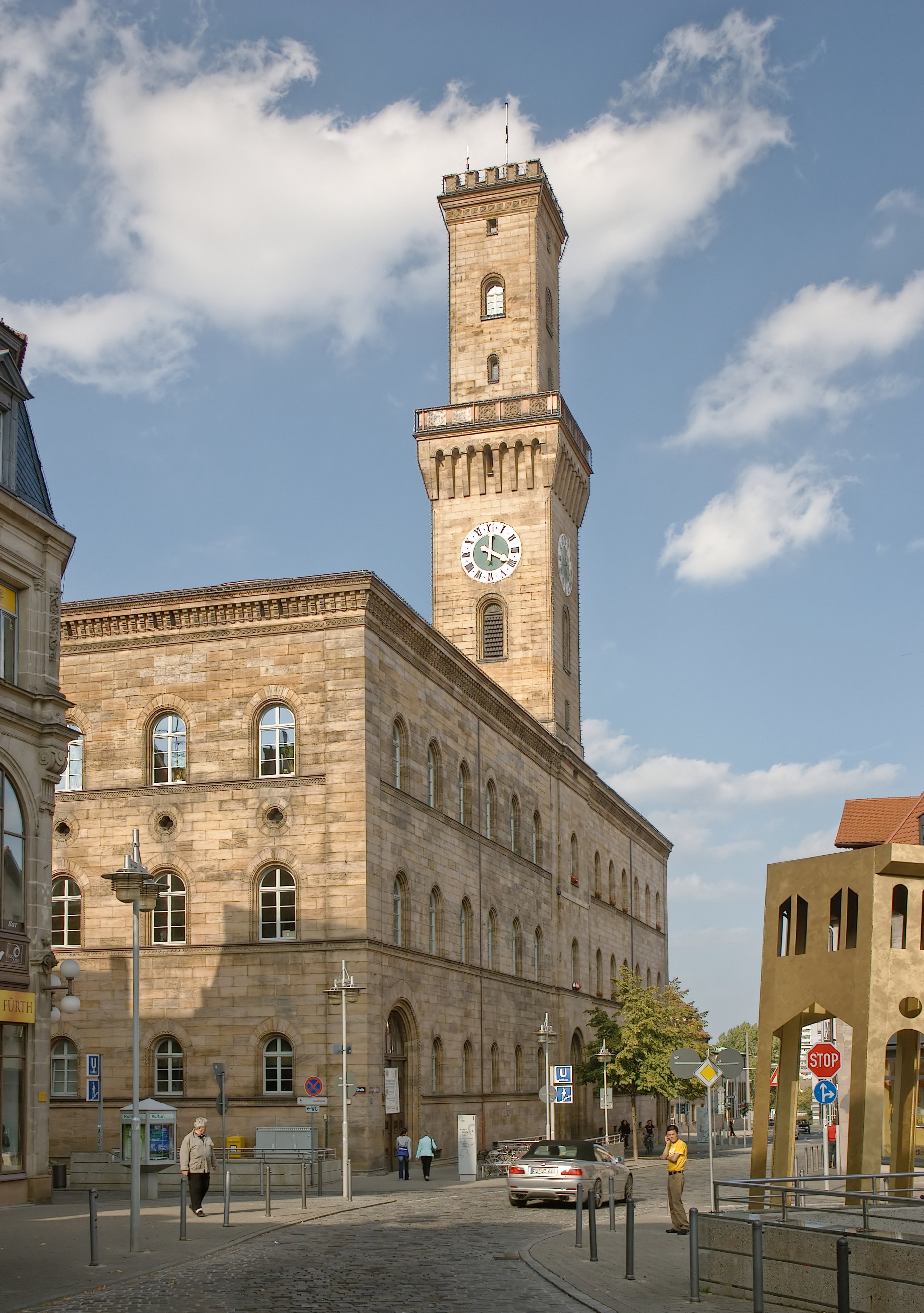
Primăria orașului
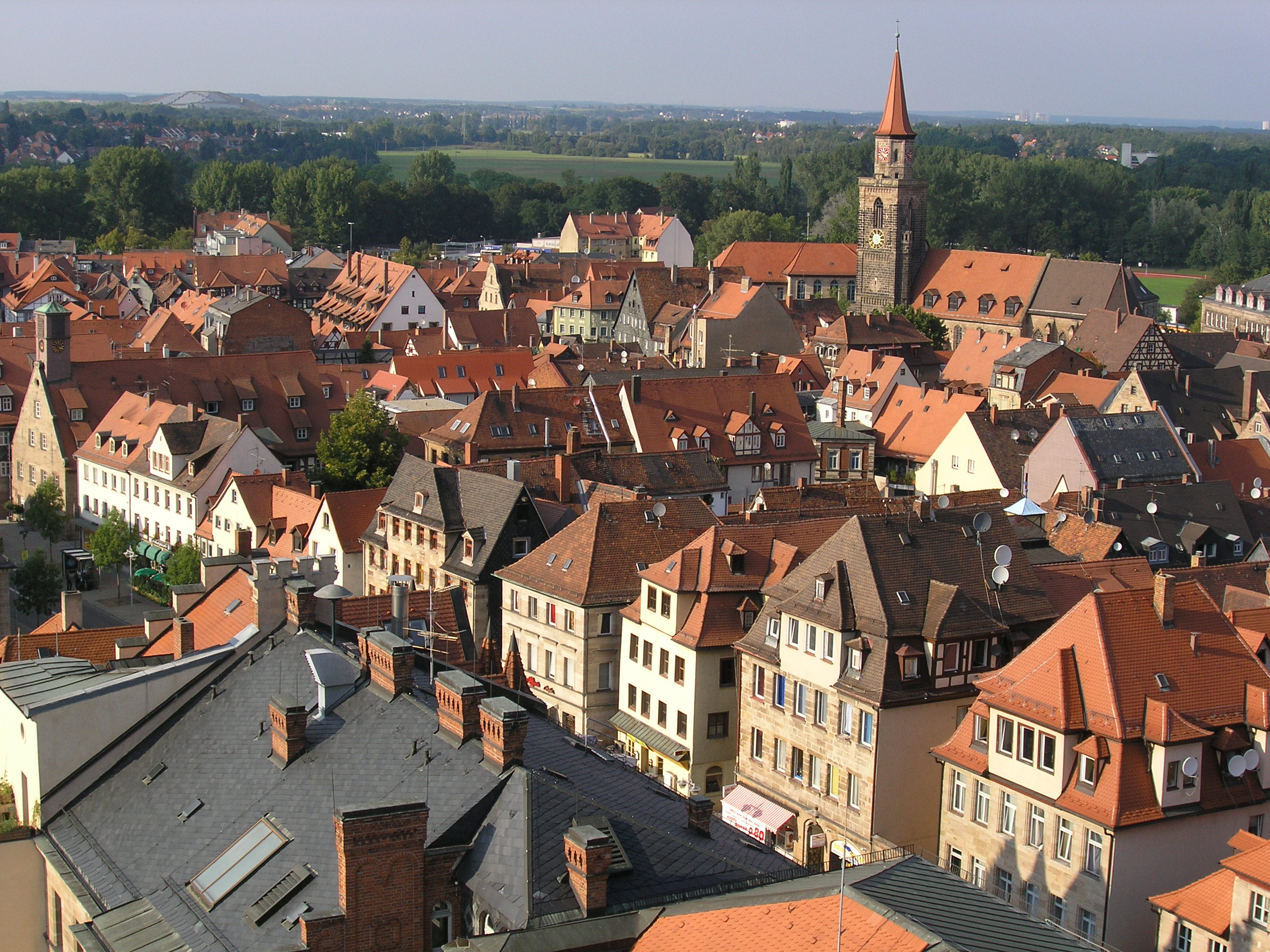
Vedere din turnul primăriei
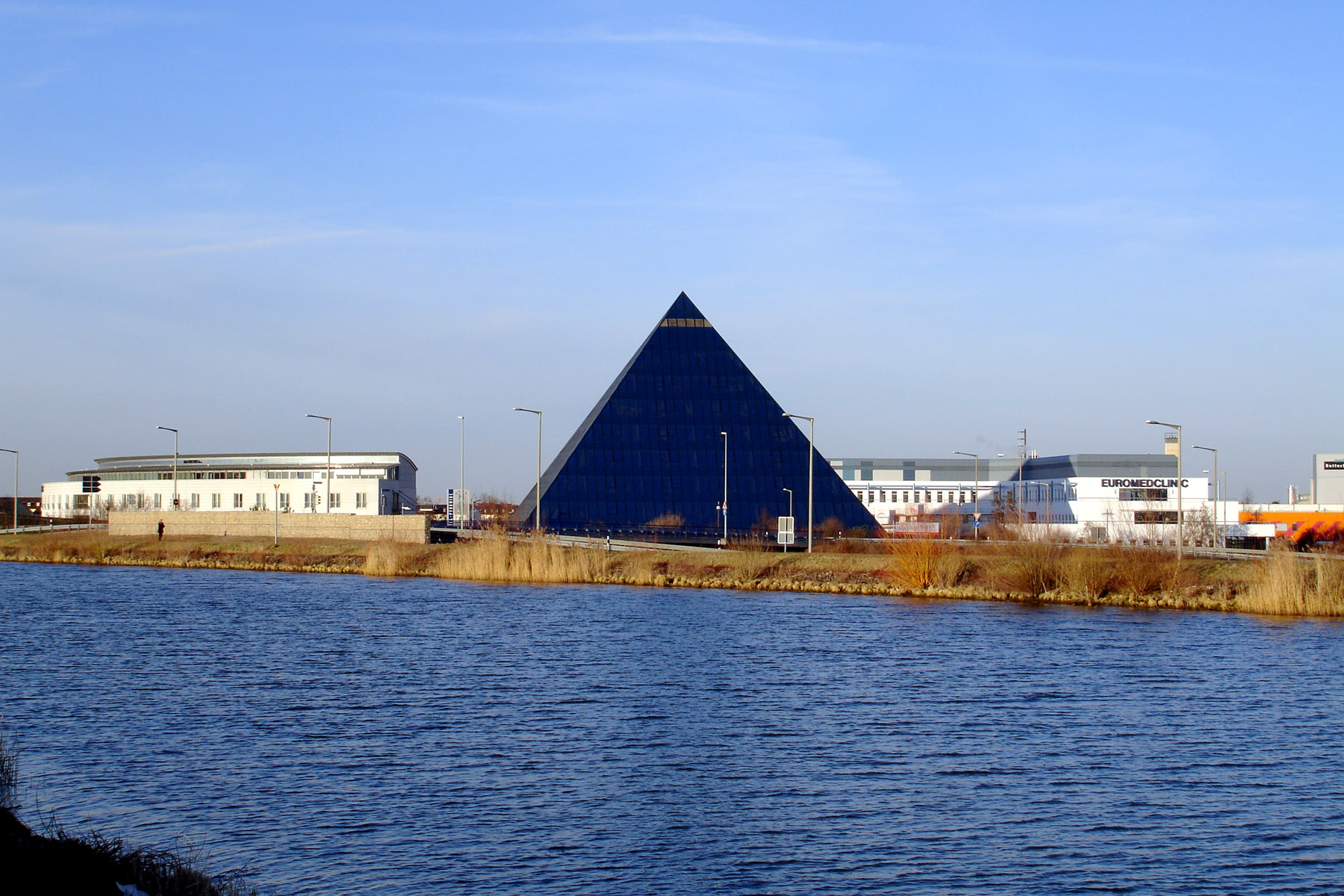
Euromedclinic + „Hotelul-Piramidă”
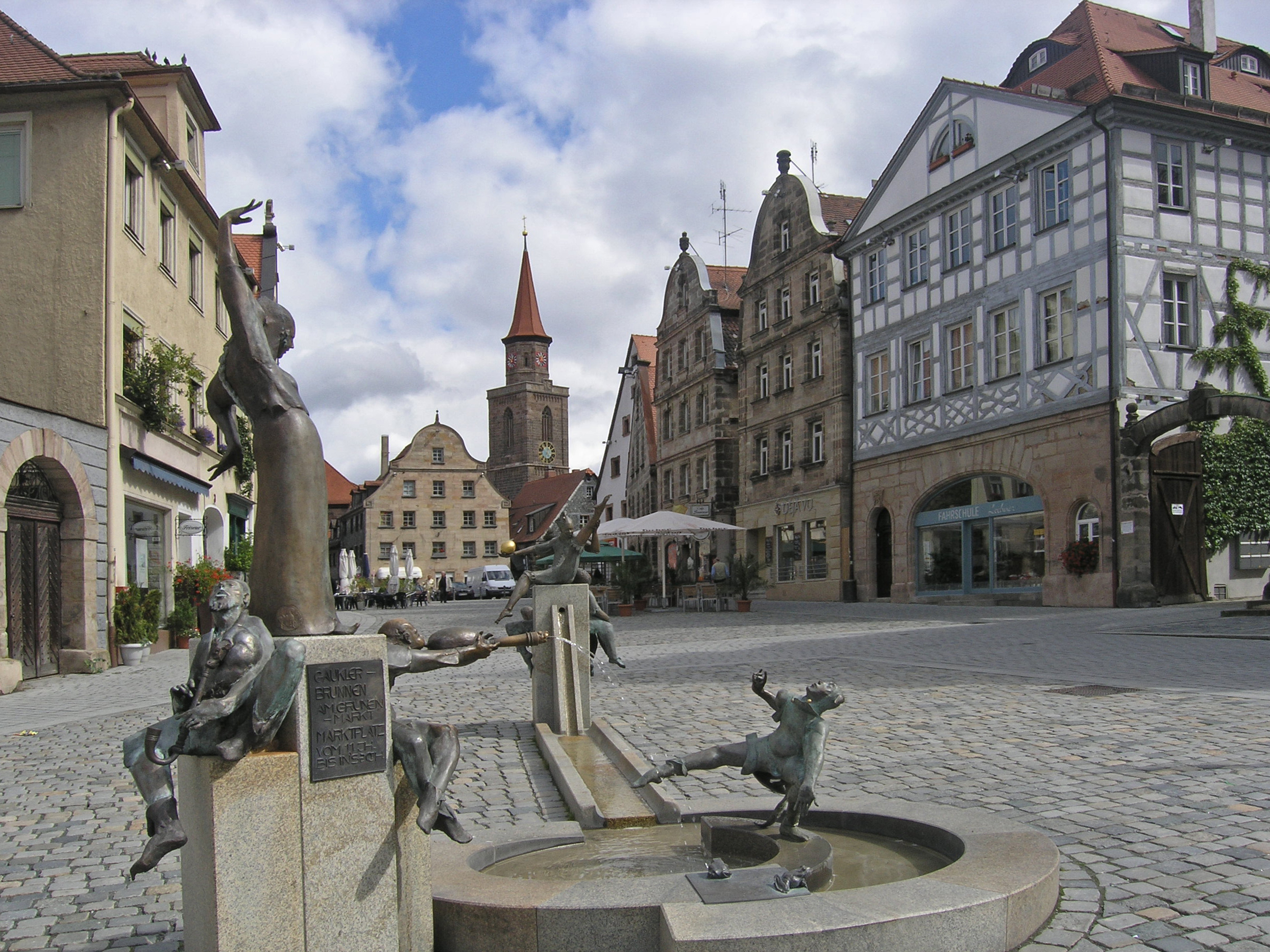
„Fântâna scamatorului”
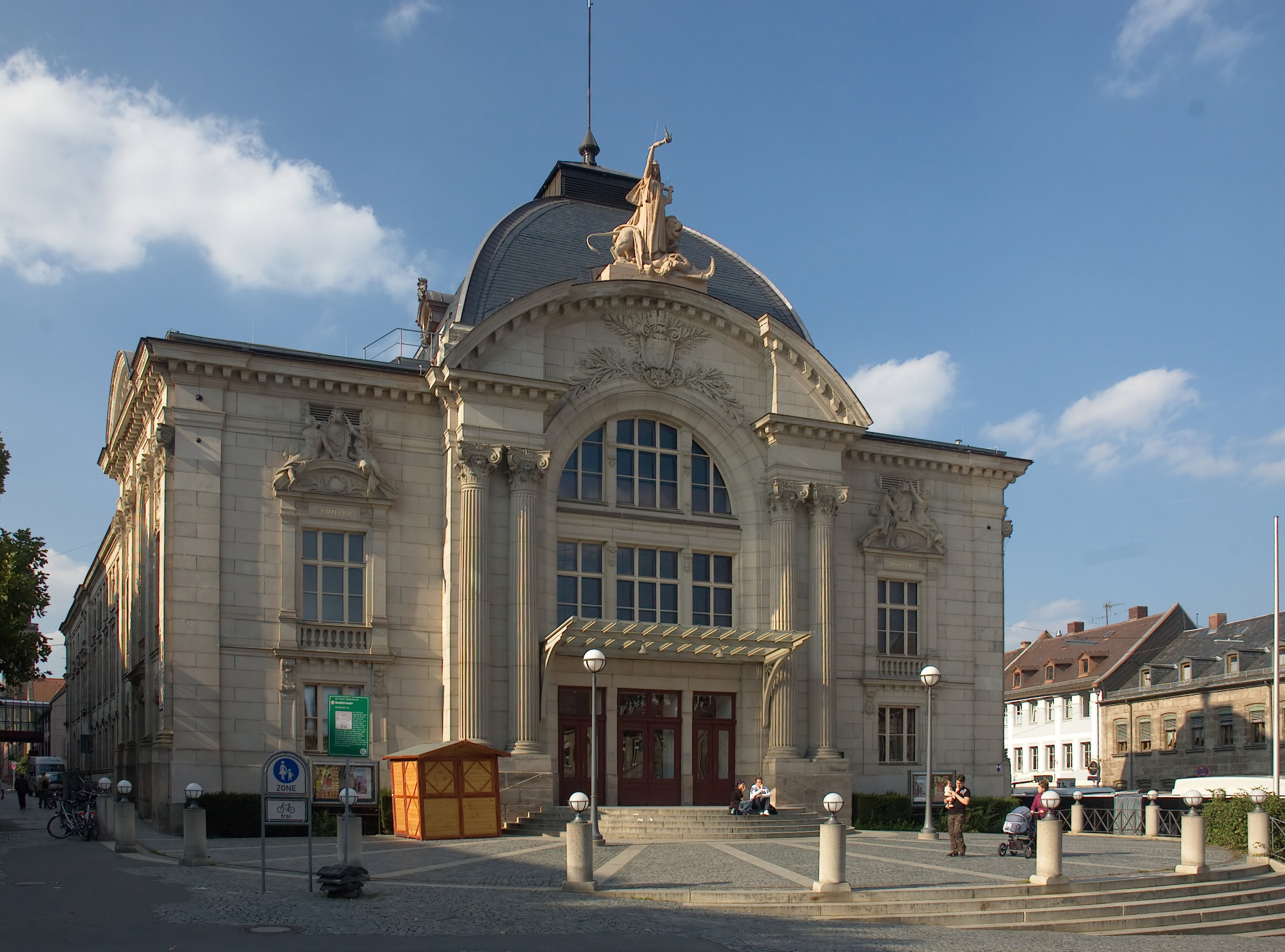
Teatrul de stat